# 오에이지
오에이지(일본어: 汪英紫, 생년 미상 ~ 1402년)는 류큐(琉球) 산잔 시대 난잔왕국(南山王国)의 제2대 국왕(재위 기간: 1396년 ~ 1402년)이다.

## 가족
- 아버지: 미상
- 어머니: 미상
- 조카: 쇼삿토(承察度)
- 제: 칸네이스(函寧寿)
- 아들:
  - 장남: 타후치(達勃期)
  - 차남: 오오소(汪応祖)
  - 야후소(屋富祖)

| 전임자 쇼삿토 | 제2대 난잔 국왕 1396년 ~ 1402년 | 후임자 오오소 |

| 전임자 쇼삿토 | 제2대 류큐왕국 난잔왕 1396년 ~ 1402년 | 후임자 오오소 |